# PSzH-IV
PSZH-IV — (угор. Páncélozott Szállító Harcjármű-IV, D-944, FUG-2, FUG-70) угорський бронетранспортер на базі розвідувальної машини D-442 FUG.

## Історія
Вперше бронетранспортер був представлений публічно в 1966 році. У 1970 році був представлений його остаточний варіант. Спочатку вона називалася FUG-2 (на заході позначалася як FUG-70), заводське позначення машини — D-944. Він був запущений у виробництво на початку 1970-х років, його виробництво було закінчено у 1980-х роках.

## Модифікації
Угорщина:
- D-944.00 PSZH (1970–1979)
- D-944.00M PSzH-M (1988)
  - D-944.00 PSZH-F
  - D-944.77 PSZH
  - D-944.31 SZDPK-PSZH
  - D-944.21 ZPK-PSZH
  - D-944.22 ZTÖF-PSZH
  - D-944.21 OPK-PSZH

Німеччина:
- D-944.40 PSzH-IV
  - SPW-PSH (Ch)
  - SPW-PSH (Artl)
  - SPW-PSH (Pi)
  - SPW-PSH-Agitprop
- D-944.41 PSzH-IV
- D-944.42 PSzH-IV
- PSzH-IV-10

## Був на озброєнні
- Угорщина (зняті з озброєння у 2007)
- Болгарія
- НДР
  -  Німеччина
- Ірак
- Чехословаччина
  -  Чехія
  -  Словаччина